# Paulo Pereira dos Santos
Paulo Pereira dos Santos († 20. Oktober 2022) war ein osttimoresischer Komponist und Chorleiter.
Santos war Leiter des St. Cecilia Chors (Coro Santa Cecilia) in der Kirchengemeinde Balide in der Landeshauptstadt Dili. Im Jahr 2000 führte er 23 Sänger des Chores zu einer ersten Auslandstournee eines timoresischen Chores nach New South Wales (Australien). Zumeist wurde in Tetum gesungen.
Zusammen mit Abílio Araújo, dem Bruder des ursprünglichen Komponisten Afonso Redentor Araújo, verfasste Santos die Partitur der überarbeiteten Instrumentierung von Osttimors Nationalhymne Pátria, so wie sie im Gesetz 2/2007 festgelegt ist. Santos verfasste auch das Widerstandslied Hanoin Ha’u-Nia Belun (deutsch Gedenke meines Freundes). Es wird in Osttimor bei offiziellen Anlässen bei Gedenkminuten gespielt. Santos hatte das Stück 1998 für seinen jüngeren Bruder Duarte Pereira geschrieben, der beim Santa-Cruz-Massaker 1991 für immer verschwand. Es wurde bei den Feierlichkeiten zum Jubiläum der FALINTIL 1999 in Atelari erstmals gesungen.
Santos war Träger des Ordem Lorico Asuwain.